# Pfälzischer Aufstand
Gefecht bei Kirchheimbolanden – Gefecht von Ludwigshafen – Gefecht bei Rinnthal

Die bayerische Rheinpfalz

Der Pfälzische Aufstand oder auch Pfälzer Aufstand fand in den Monaten Mai und Juni 1849 in der Pfalz (Bayern) statt und war Teil der Reichsverfassungskampagne. Ziel der Revolutionäre waren die Verteidigung der Frankfurter Reichsverfassung und die Loslösung vom Königreich Bayern. Der Aufstand dauerte vom 2. Mai bis 19. Juni 1849.

## Vorgeschichte
Die Bewegung der Märzrevolution in den Mitgliedsstaaten des Deutschen Bundes hatte zur Wahl der Frankfurter Nationalversammlung als erster gesamtdeutscher Volksvertretung geführt.
Der Ausbruch der Märzrevolution 1848 führte zur Bildung der Frankfurter Nationalversammlung. Dieses Parlament verkündete schließlich am 28. März 1849 eine Verfassung des deutschen Reiches, welche die Staatsform einer erblichen konstitutionellen Monarchie vorsah. Der preußische König Friedrich Wilhelm IV. lehnte seine Wahl zum Kaiser allerdings ab.
Im Königreich Bayern – zu dem die Rheinpfalz damals gehörte – hatten am 7. Dezember 1848 die ersten Landtagswahlen nach dem im März erzwungenen neuen Wahlrecht stattgefunden, wobei sich eine Mehrheit für die Linken („Anhänger der Volkssouveränität und der Einheit Deutschlands“) ergab. Insbesondere in der bayerischen Rheinpfalz hatten die Wähler alle 19 Sitze mit Vertretern der Linken besetzt. Bei der Eröffnung des Landtags am 22. Januar 1849 versprach König Maximilian noch Reformen. Die Landtagsmehrheit setzte am 9. Februar den Grundrechtskatalog der Frankfurter Nationalversammlung vom Dezember 1848 als Gesetz in Kraft. Der König erkannte den Beschluss nicht an und vertagte den Landtag am 8. März. Am 23. April lehnten der König und seine Regierung die Paulskirchenverfassung ab, und bereits am 14. April hatte der oberste bayerische Gerichtshof die Gültigkeit der Grundrechte für Bayern verneint. Dies wurde von der Linken als Staatsstreich angesehen. Pfälzische Abgeordnete zur Nationalversammlung legten den pfälzischen Gemeinden eine Entschließung vor, wonach die Nichtanerkennung der Reichsverfassung „eine strafbare Auflehnung gegen die neugeschaffene gesetzliche Ordnung; jeder gewaltthätige Angriff ein Hochverrath gegen die deutsche Nation“ sei. Die Märzvereine in den bayerischen Gebieten der Pfalz, Frankens und Schwabens forderten nun über die Annahme der Reichsverfassung hinaus auch wieder die Abschaffung der Monarchie und die Loslösung der Pfalz und Frankens vom Königreich Bayern.
Am 3. Mai 1849 brach der Dresdner Maiaufstand aus, der bereits am 9. Mai durch sächsische und preußische Truppen niedergeschlagen wurde. Am 11. Mai begann der dritte badische Aufstand mit der Meuterei der badischen Truppen in der Bundesfestung Rastatt.

## Verlauf

### Landesverteidigungsausschuss
Am 1. Mai 1849 fand in Kaiserslautern ein Treffen der demokratischen Volksvereine statt. Etwa 12.000 Menschen versammelten sich unter dem Motto „Wenn die Regierung zur Rebellion geworden, werden die Bürger der Pfalz zu den Vollstreckern der Gesetze werden“. Am 2. Mai wurde beschlossen, einen zehnköpfigen Landesausschuss zur Verteidigung und Durchführung der Reichsverfassung einzurichten. Zu einer Ausrufung der Republik, wie in Baden geschehen, kam es nicht. Innerhalb kurzer Zeit geriet die Provinz vollständig unter den Einfluss des Ausschusses. In der Folge wurden Volkswehren formiert, Beamte mussten einen Eid auf die Verfassung schwören. Der aufgestellten Revolutionsarmee traten auch Soldaten der königlich bayerischen Armee bei.
Am 7. Mai 1849 legitimierte der Reichskommissar der Zentralgewalt für die Pfalz, Bernhard Eisenstuck, den Landesverteidigungsausschuss, wofür Eisenstuck am 11. Mai wegen Überschreitung seiner Befugnisse abberufen wurde.

### Provisorische Regierung

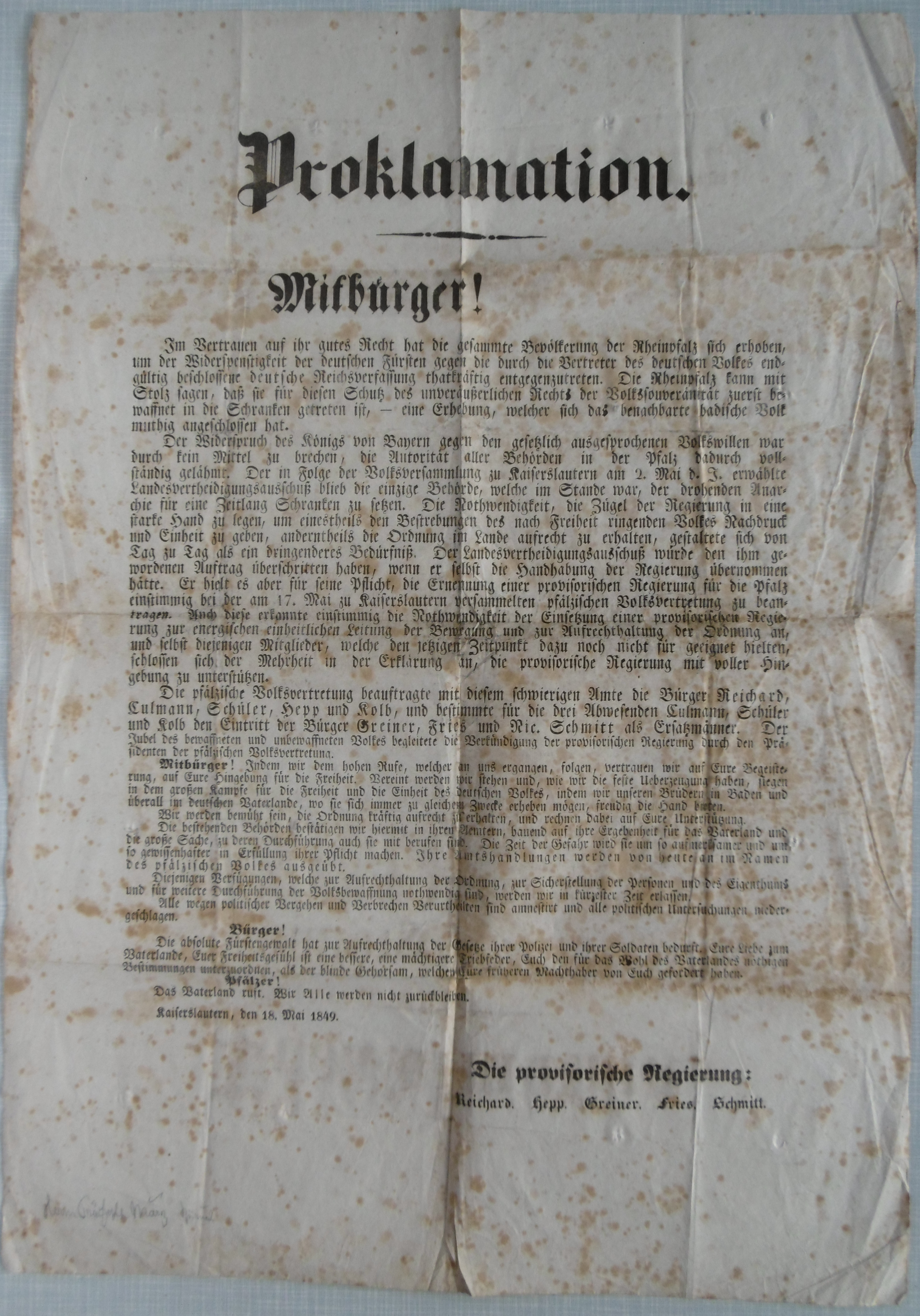
Plakat mit der Proklamation der provisorischen Regierung des pfälzischen Aufstands im Mai 1849

Am 17. Mai stimmte eine Versammlung von 28 Vertretern der pfälzischen Kantone in Kaiserslautern mit knapper Mehrheit (15:13 Stimmen) für die Errichtung einer fünfköpfigen provisorischen Regierung unter der Führung des Notars Joseph Martin Reichard. In die Regierung gewählt wurden außerdem Philipp Hepp und die Abwesenden August Ferdinand Culmann, Georg Friedrich Kolb und Friedrich Schüler. Als Ersatzmänner wurden Peter Fries, Ludwig Greiner und Nikolaus Schmitt gewählt. Sie rückten nach, als die Abwesenden ihre Wahl später ablehnten.
Die Provisorische Regierung der Rheinpfalz setzte sich wie folgt zusammen:
- Joseph Martin Reichard (MdN), Präsident und Kriegsminister
- Nikolaus Schmitt (MdN), Innenminister
- Dr. Philipp Hepp (MdL), Finanzminister
- Dr. Ludwig Greiner (MdL), Außenminister
- Peter Fries (Landesausschuss), Justizminister

Diese Regierung bekannte sich zur Reichsverfassung und bereitete die endgültige Trennung von Bayern vor. Somit löste sich, wenn auch nur für wenige Wochen, die Rheinpfalz de facto von der bayerischen Herrschaft. Am 18. Mai 1849 wurde ein Bündnis mit der Badischen Republik geschlossen. Erst am 23. Mai wollte man die Regierungskasse in Speyer übernehmen, die sich jedoch längst in der sicheren Festung Germersheim befand. Die Revolutionäre fanden statt der erwarteten 200.000 Gulden nur 10 Gulden, 10 Kreuzer und 2 Pfennige vor. Man bat den Regierungspräsidenten Alwens die Regierungsgeschäfte weiterzuführen.

### Revolutionsarmee

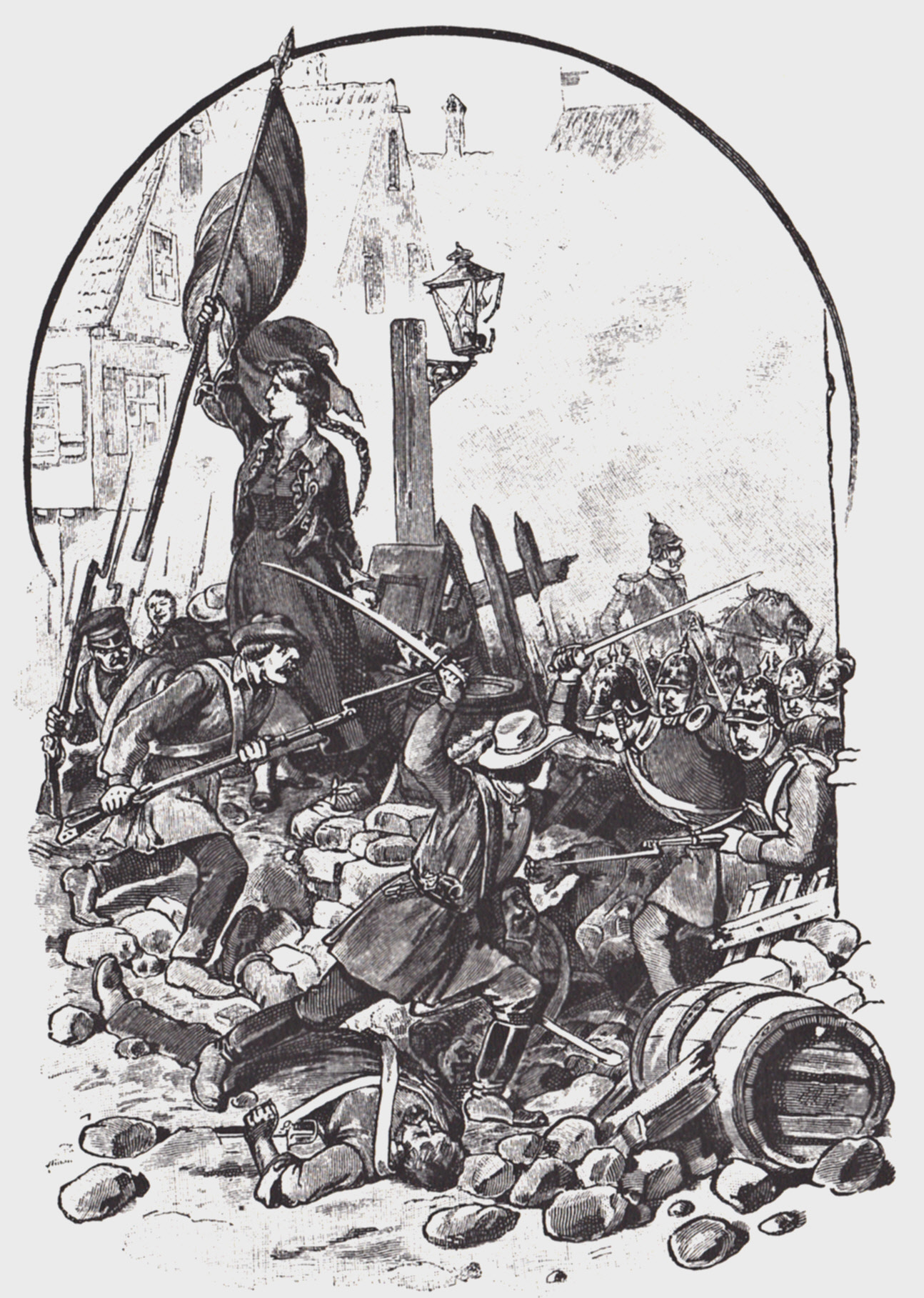
Gefecht bei Kirchheimbolanden am 14. Juni 1849; mit der Fahne Mathilde Hitzfeld

Der Oberbefehl über die revolutionären Verbände wurde am 9. Mai 1849 Daniel Fenner von Fenneberg übertragen, der diese Position jedoch schon am 20. Mai wieder abgab.
Vom 12. bis 20. Mai war überdies der polnische Offizier Feliks Raquillier neben Fenner als weiterer Oberbefehlshaber eingesetzt.
Am 20. Mai wurde eine Militärkommission eingesetzt, deren Vorsitz Gustav Adolph Techow übernahm, er wurde auch zum Chef des Generalstabs ernannt. Am 21. Mai ging der militärische Oberbefehl an Franz Sznayde über. Freikorpskommandeure waren u. a. Ludwig Blenker, Gustav Struve (Adjutant Wilhelm Liebknecht), Fritz Anneke (Adjutant Carl Schurz), August Willich (Adjutant Friedrich Engels), Franz Zitz und Ludwig Bamberger.

### Niederschlagung

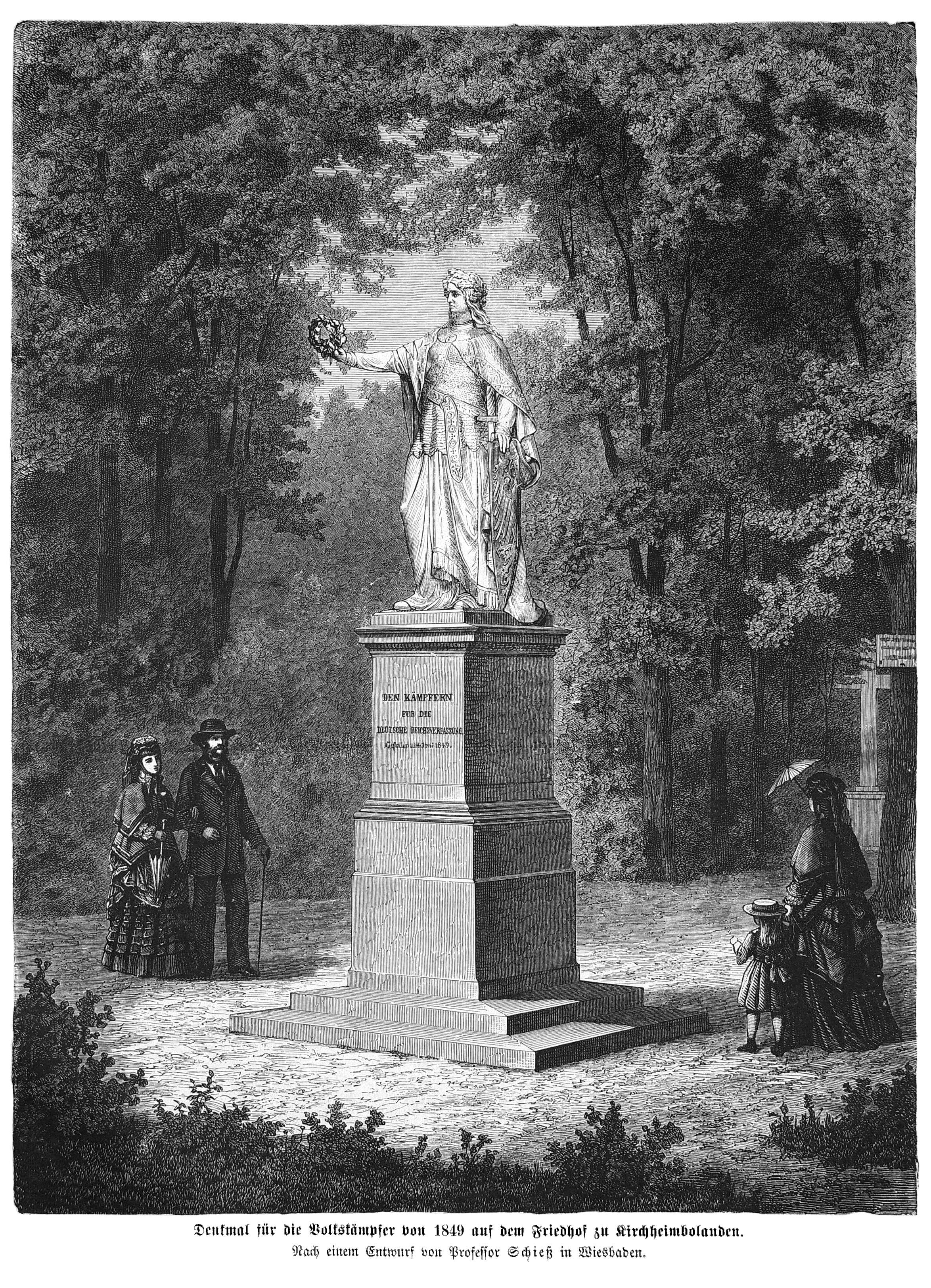
Freischarendenkmal in Kirchheimbolanden

Das Erste der zwei Armeekorps der unter dem Oberbefehl des Prinzen von Preußen stehenden Operationsarmee des Deutschen Bundes war für den Einsatz in der Pfalz ganz aus Verbänden der preußischen Armee gebildet worden. Es setzte sich aus einzelnen Bataillonen, Eskadronen und Batterien der Armeekorps IV. (Magdeburg), VII. (Münster) und VIII. (Koblenz) und der Gardelandwehr (Berlin) zusammen. Kommandeur der 19.000 Mann starken Truppe war Generalleutnant Moritz von Hirschfeld. Am 11. Juni 1849 führte Generalmajor von Hannecken bei Kreuznach die Avantgarde-Division unangefochten über die pfälzische Grenze.
Bei Kirchheimbolanden kam es am 14. Juni zu einem Gefecht mit Volkswehrmännern, die von Mathilde Hitzfeld angefeuert wurden, aber letztlich alle getötet oder gefangen genommen wurden.
Die schlecht bewaffneten revolutionären Truppen waren den Preußen hoffnungslos unterlegen. Widerstand wurde so gut wie nicht geleistet. Zudem wurde deutlich, dass der Pfälzer Aufstand mit zunehmendem Radikalismus keine breite Unterstützung mehr in der Landbevölkerung besaß. Am 14. Juni 1849 floh die provisorische Regierung, die bayerischen Behörden traten wieder in ihre Positionen. Mit dem Gefecht von Ludwigshafen am 15. Juni und dem Gefecht bei Rinnthal am 17. Juni 1849 waren die Kämpfe auf pfälzischem Boden praktisch beendet, und die Reste der pfälzischen Revolutionsarmee zogen am 18. Juni über die Knielinger Rheinbrücke nach Baden; als Nachhut folgte am 19. Juni noch das Freikorps Willich.
Wegen Rebellion und Hochverrat wurden 333 Prozesse geführt. Von den zwei Todesurteilen gegen revolutionäre bayerische Offiziere wurde am 9. März 1850 in Landau in der Pfalz das an Leutnant Graf Fugger vollstreckt, wogegen der Mitverurteilte Major Fach fliehen konnte.

## Zeitgenössische Würdigungen
Kritisch, ja spöttisch, wenn auch nicht ohne innere Zuneigung, äußerte sich Friedrich Engels, selbst Teilnehmer am pfälzischen Aufstand, über Geist und Charakter der Bewegung im Gegensatz zu den Verhältnissen in Baden:

„Wer die Pfalz nur einmal gesehen hat, begreift, daß eine Bewegung in diesem weinreichen und weinseligen Lande einen höchst heitern Charakter <147> annehmen mußte. Man hatte sich endlich einmal die schwerfälligen, pedantischen altbayrischen Bierseelen vom Halse geschafft und an ihrer Stelle fidele pfälzische Schoppenstecher zu Beamten ernannt. Man war endlich jene tiefsinnig tuende bayrische Polizeischikane los, die in den sonst so ledernen „Fliegenden Blättern“ ergötzlich genug persifliert wurde und die dem flotten Pfälzer schwerer auf dem Herzen lag als irgend etwas andres. Die Herstellung der Kneipfreiheit war der erste revolutionäre Akt des pfälzischen Volks: Die ganze Pfalz verwandelte sich in eine große Schenke, und die Massen geistigen Trankes, die „im Namen des pfälzischen Volks“ während dieser sechs Wochen verzehrt wurden, übersteigen alle Berechnung. Obwohl in der Pfalz die aktive Teilnahme an der Bewegung lange nicht so groß war als in Baden, obwohl es hier viele reaktionäre Bezirke gab, war doch die ganze Bevölkerung einstimmig in dieser allgemeinen Schoppenstecherei, wurde selbst der reaktionärste Spießbürger und Bauer hineingerissen in die allgemeine Heiterkeit. […]
Die ganze äußere Erscheinung der Pfälzer Bewegung trug einen heitern, sorglosen und ungenierten Charakter. Während in Baden jeder neuernannte Unterleutnant, Linie und Volkswehr, sich in eine schwere Uniform einschnürte und mit silbernen Epauletten paradierte, die später, am Tage des Gefechts, sofort in die Taschen wanderten, war man in der Pfalz viel vernünftiger. Sowie die große Hitze der ersten Junitage sich fühlen ließ, verschwanden alle Tuchröcke, Westen und Krawatten, um einer leichten Bluse Platz zu machen. Mit der alten Bürokratie schien man auch den ganzen alten ungeselligen Zwang losgeworden zu sein. Man kleidete sich ganz ungeniert, nur nach der Bequemlichkeit und der Jahreszeit; und mit dem Unterschied der Kleidung verschwand momentan jeder andre Unterschied im geselligen Verkehr. Alle Klassen der Gesellschaft kamen in denselben öffentlichen Lokalen zusammen. und ein sozialistischer Schwärmer hätte in diesem ungebundenen Verkehr die Morgenröte der allgemeinen Brüderlichkeit sehen können.
Wie die Pfalz, so ihre provisorische Regierung. Sie bestand fast nur aus gemütlichen Schoppenstechern, die über nichts mehr erstaunt waren, als daß sie plötzlich die provisorische Regierung ihres bacchusgeliebten Vaterlandes vorstellen sollten. Und doch ist nicht zu leugnen, daß diese lachenden Regenten sich besser benommen und verhältnismäßig mehr geleistet haben als ihre badischen Nachbarn unter der Führung des „gesinnungstüchtigen“ Brentano. Sie hatten wenigstens guten Willen und trotz der Schoppenstecherei mehr nüchternen Verstand als die spießbürgerlich-ernsten Herren in Karlsruhe, und die wenigsten von ihnen entrüsteten sich, wenn man sich über ihre bequeme Manier des Revolutionierens und über ihre impotenten kleinen Maßregelchen lustig machte.“

## Trivia

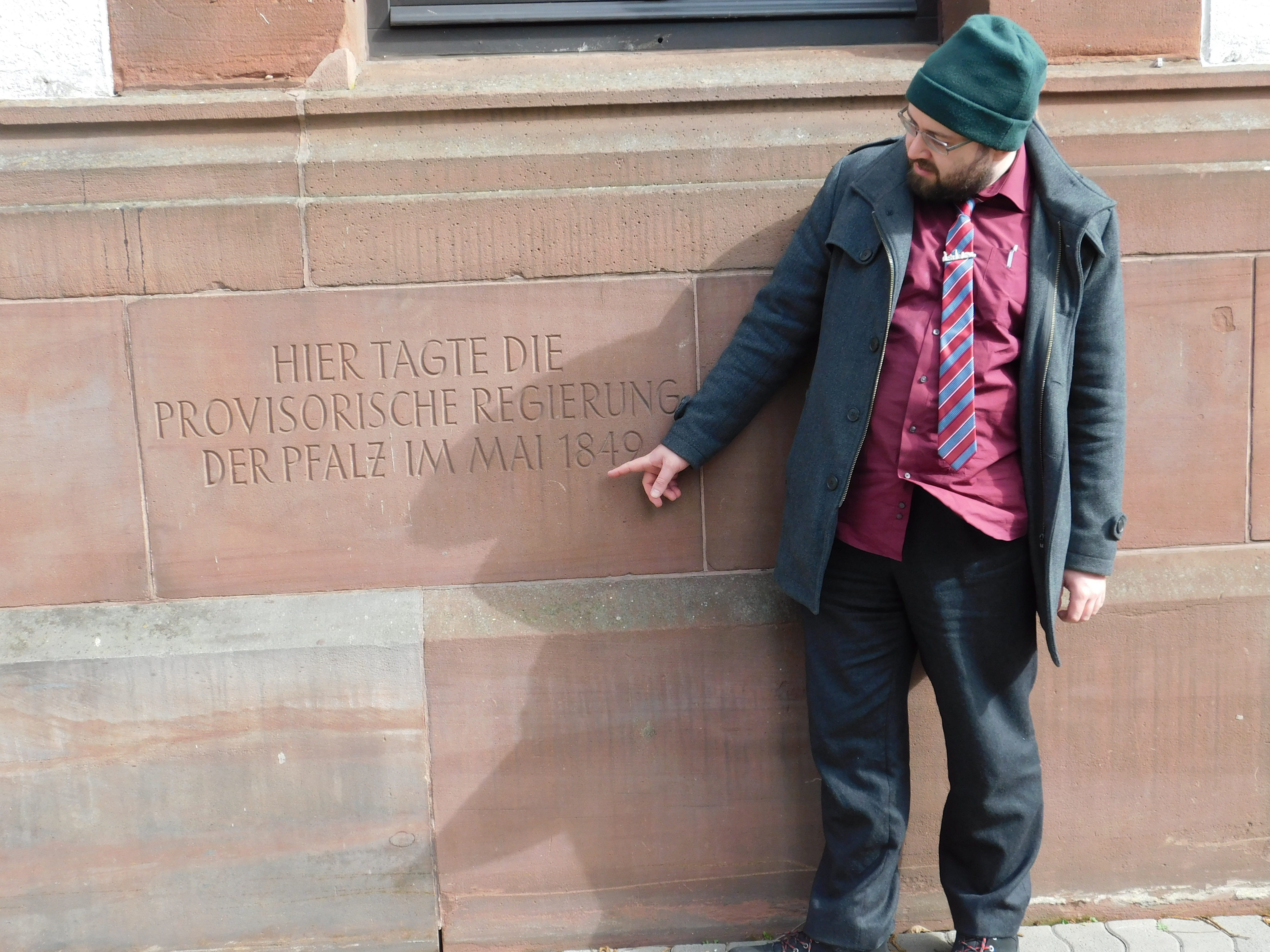
Verweis auf die Gravur "Hier tagte die provisorische Regierung der Pfalz im Mai 1849" an der Fruchthalle in Kaiserslautern

Eine Gravur an der Fruchthalle in Kaiserslautern erinnert heute an die provisorische Regierung der Pfalz im Mai 1849. Gemäß der Gravur tagte die Regierung in diesem Gebäude.